# エドワード・ストール (第4代ストール男爵)
第4代ストール男爵エドワード・ストール（英語: Edward Stawell, 4th Baron Stawell、1685年頃/1686年頃 – 1755年4月13日）は、イングランド貴族。

## 生涯
初代ストール男爵ラルフ・ストールと2人目の妻アビゲイル・ピット（Abigail Pitt、1692年9月27日没、ウィリアム・ピットの娘）の息子として、サマートンで生まれた。1702年5月19日にオックスフォード大学クライスト・チャーチに入学、1706年1月29日にB.A.の学位を、1709年にM.A.の学位を修得した。また、1705年にミドル・テンプルに入学した。
1712年に180万ポンドの宝くじが発行されたとき、その監査官を務めた。
1719年4月20日、メアリー・ステュクリー（Mary Stewkley、1683年頃 – 1740年7月20日、第2代準男爵サー・ヒュー・ステュクリーの娘）と結婚、1男1女をもうけた。
- ステュクリー（1720年 – 1731年8月15日） - ウェストミンスター・スクール在学中に死去
- メアリー（1726年 – 1780年） - 初代ストール女男爵。1750年、ヘンリー・ビルソン＝レッグ（1708年 – 1764年）と結婚、子供あり。1768年、初代ヒルズバラ伯爵ウィルズ・ヒルと再婚

1742年1月23日に兄ウィリアムが死去すると、ストール男爵の爵位を継承した。
1755年4月13日にオルダーマストンで死去、17日にヒントンで埋葬された。後継者となる息子に先立たれたため、ストール男爵の爵位は断絶、遺産は娘メアリーが継承した。